# Орамас, Фернандо
Фернандо Орамас (исп. Fernando Oramas, 1925—2016) — колумбийский художник. Живописец, муралист. Член команды Давида Альфаро Сикейроса 1956—1962 гг. Основатель CONAP (Корпорация национального изобразительного искусства) и галереи Arte Público (Народное искусство) 1972 г.

## Биография
Орамас родился 10 марта 1925 году в Боготе, Колумбия.

## Детство и юность
Он вырос в большой семье, у него было четверо братьев и сестер. Отец умер, когда Фернандо был ещё маленьким, и мать после смерти мужа решила продать земельный участок с домом и открыть магазин обуви в центре города, на площади Симона Боливара. Необычное местоположение магазина во многом определило формирование будущих политических взглядов художника.
Большое влияние на развитие оказывали близкие люди: старший брат Луис Орамас и друг семьи, маэстро Гонсалес Ариза привили любовь к музыке и живописи. Благодаря статьям, журналам и книгам, которые брат Фернандо регулярно получал из-за границы, в отрочестве сформировались его политические идеи как марксиста и атеиста, реализацию этих идей он искал в творчестве.
В 1943 году Орамас поступил в школу изобразительных искусств Национального университета. Одновременно Орамас начинает работать в главном печатном издании Колумбии «Semana» (исп. «Неделя») в качестве иллюстратора и карикатуриста.

## Гватемала
Авантюрный дух и политические идеи определили молодому художнику новый путь, пролегавший через Центральную Америку в Мексику. В течение нескольких месяцев он путешествовал по Антильским островам без денег и документов, ночевал в портах и на судах, зарабатывая рисованием акварелью и продавая работы прохожим и путешественникам. В каждой новой стране он знакомился с местными интеллектуалами и артистами, через которых узнавал о политической и социальной ситуации в стране.
В начале 1950-х Фернандо Орамас остановился в Гватемале, вокруг которой в те годы кипели политические страсти. В американских газетах можно было прочитать, что «Гватемала — красный аванпост в Центральной Америке. Соединенные Штаты не могут допустить возникновения советской республики»; «Гватемала состоит на жалованье Кремля и является марионеткой Москвы». Желая поддержать правительство Якоба Арбенса, художник примкнул к его сподвижникам — социалистам и левосторонним активистам различных широт, среди которых был Эрнесто Че Гевара  Архивная копия от 24 апреля 2017 на Wayback Machine. В этот период Орамас создает эстампы, за которые был дважды награждён правительством страны.

## Мексика
В 1954 году, после свержения Якоба Арбенса Фернандо Орамас незаконно перебрался в Мексику, где жил, работал и преподавал живопись в течение восьми лет. В Мексике он сумел реализовать свою мечту — заняться монументальной живописью. Орамас поступил учеником в мастерскую к знаменитому художнику Давиду Альфаро Сикейросу, как помощник в создании муралов. Работа в мастерской Сикейроса необыкновенно обогатила палитру Орамаса, а также этот опыт оказался значительным в техническом плане. Уже в те годы Сикейрос начал опыты с индустриальными материалами, взяв пироксилиновый лак за основу для разведения своих красителей, тем самым предвосхитив опыты создания нынешних акриловых красок. Ввиду того, что муралы — это огромные по площади росписи, вслед за маэстро Орамас использовал не только широкие кисти, но и мастихины (тонкие лопаточки, которые обыкновенно используют для смешения масляных красок, нанесения грунта, очистки палитры), которые оставляют характерный мазок, выразительный оттиск на пастозно нанесенном слое краски. Новые техники и материалы незамедлительно нашли отклик и в станковой живописи Орамаса, став для него своеобразной визитной карточкой, полученный опыт помог найти собственный язык в живописи.
В 1962 году правительство Матеоса Лопеса ужесточило свою иммиграционную политику, и Орамас был депортирован в Колумбию.

## Колумбия
Вернувшись на родину, художник погрузился в артистическую среду своей страны. Спустя три года Орамас переезжает в Кукуту, где открывает Школу изобразительных искусств и в течение двух лет он совмещает труд директора и педагога. После возвращения в Боготу он работал карикатуристом и иллюстратором в ряде изданий, таких как Vanguardia Popular (Народный Авангард), Voz Proletaria (Голос пролетариата), El Periódico (Газета), У Documentos Políticos (Политические документы).
В 1977 году Фернандо Орамас основал CONAP (Корпорация национального изобразительного искусства) и галерею Arte Público (Народное искусство). Здание галереи расположилось в парке «Germania» (Германия), у подножья горы Монсеррат, на вершине которой расположена церковь XVII века. В галерее Arte Publico проводились семинары, в которых принимали участие художники мексиканской школы Сикейроса и выпускники национального университета Колумбии. Сам Орамас преподавал живопись и организовывал бесплатные выставки как альтернативу галереям, недоступным для широких масс. В паломниках, поднимающихся на Монсеррат, он видел лучшую публику, более искреннюю и честную.
Как художник, Фернандо Орамас видел свою задачу в общении с народом посредством своего творчества. В 1960—70-х он создал значительное количество своих монументальных работ, среди которых муралы на стадионе Паскуаля Герреро (г. Кали, Колумбия), в офисах банков «la Caja Agraria» (Аграрная касса) и «el Banco Cafetero» (Банк кофейных плантаций), в Национальном Университете и Институте Льва Толстого (Богота, Колумбия), эти произведения действительно взаимодействуют с публикой.

## Семья
В середине 80-х, после продолжительного насыщенного культурными и социальными событиями периода жизни в таком беспокойном и тревожном городе как Богота, Фернандо Орамас решил удалиться в поселение Ля Меса штата Кудинамарка в Колумбии. Там он посвятил себя созерцанию и изображению природы: картины с изображениями туманов, рек, водопадов, сцен деревенской жизни, неба и закатов были искусно созданы уже зрелым, сформировавшимся мастером. В это время Орамас знакомится с Бетти Бонилья, учительницей испанского языка и литературы. Она становится спутницей его жизни и матерью их двоих детей, вместе они снова возвращаются в Боготу, где пишет свои последние работы. С этого момента жизнь Орамаса меняется, он много работает в мастерской, проводит выставки и занимается преподаванием. К мастеру приходит широкое признание, в том числе и на государственном уровне.
В 2000-х годах работы Орамаса были представлены на индивидуальных выставках при финансовой поддержки Министерства Культуры, мэрии Боготы и некоторых частных фирм. В 2015 году был снят документальны фильм «Фернандо Орамас. Искусство жить» каналом Капитала . В начале 2016 года его работы были отобраны институтом IDARTES для создания муралов в Боготе по проекту культурного обогащения наследия работами великих колумбийских художников .
Фернандо Орамас чувствовал, что не ошибся в выбранном пути, он смог себя реализовать и достиг творческой зрелости. Его жизненная концепция — это сознательное стремление быть творчески свободной и независимой личностью. Он вписал свое имя в историю искусства стран Южной Америки: не только родной Колумбии, но и Мексики и Гватемалы.
Он умер 6 июля 2016 года в возрасте 91 года.
В настоящее время его жена и дети взяли на себя задачу по восстановлению, исследованию и распространению его работ и проектов.